# За деньги да
«За деньги да» — песня российской певицы Инстасамки с восьмого студийного альбома Popstar, выпущенная 25 ноября 2022 года на лейбле NaMneCash Music. Продюсером песни выступил муж Инстасамки Moneyken.

## Музыкальное видео
30 марта 2023 года вышел музыкальный видеоклип на песню, срежиссированный Никитой Вильчинским из Romanov Production. InterMedia, описывая видеоклип, сказали: «По сюжету Инстасамка работает в компании „Самка лимитед“, слоган которой: „Наша продажность не имеет предела“. Компания занимается рекламой, организацией концертов и поздравлений. Клиент, обложившись деньгами, звонит в „Самка лимитед“, намереваясь купить „всю Инстасамку“. Певица гордо отказывается со словами „Это зашквар, да ну в жопу“, после чего печатает свою пятую точку на ксероксе, чтобы отправить клиенту».
Алексей Мажаев из InterMedia оценил видеоклип на 6 из 10 баллов.

## Успех
В плейлисте «Моя волна» от Яндекс Музыки песня набрала наибольшее количество лайков за период зимы 2022—2023 года, продержавшись на первом месте в чарте 93 дня. За первые 3 дня видеоклип на песню набрал почти 2 миллиона просмотров и лидировал в чартах Яндекс Музыки, Apple Music, Top YouTube Hits.

### Награды и номинации
| Год  | Рейтинг   | Категория  | Позиция | Прим. |
| ---- | --------- | ---------- | ------- | ----- |
| 2023 | VK Музыка | Трек года  | Победа  | [ 8 ] |
| 2023 | The Flow  | Клипы года | Топ-30  | [ 9 ] |

## Чарты

### Ежедневные чарты
| Чарт (2022—2023)              | Высшая позиция |
| ----------------------------- | -------------- |
| Россия (Apple Music)          | 1              |
| Москва (Apple Music)          | 1              |
| Санкт-Петербург (Apple Music) | 1              |
| Мир (VK Музыка)               | 1              |
| Мир (Яндекс Музыка)           | 1              |
| Россия (YouTube Music)        | 1              |
| Россия (МТС)                  | 1              |
| Россия (Shazam)               | 2              |
| Мир (Звук)                    | 2              |
| Россия (Русский чарт)         | 10             |

### Недельные чарты
| Чарт (2023)               | Высшая позиция |
| ------------------------- | -------------- |
| Россия (Top YouTube Hits) | 1              |